# Maki Minami
Maki Minami (南 マキ, Minami Maki) é uma mangaká japonesa. É bastante conhecida por sua série de mangá Special A.

## Carreira
Maki Minami nasceu em Saitama, Japão.
Em 2001, seu conto Day Dream Believer (デイ・ドリーム・ビリーバー) recebeu uma Menção Honrosa no 25º Prêmio Athena da Hakusensha. Ela estreou na Hana to Yume em outubro de 2012, com o conto Faraway Blue (彼方の青, Kanata no Ao).
A série mais longa de Minami, Special A, começou a ser publicada em 2003 e foi finalizada em 2009. Logo em seguida, publicou Seiyū ka-! na revista Hana to Yume e também começou a trabalhar no one-shot Ane☆Mone Seikaten (アネ☆モネ 生花店) publicado na The Hana to Yume.